# Clara Khoury
Clara Khoury (in arabo كلارا خوري‎?, in ebraico קלרה ח'ורי‎?; Haifa, 29 dicembre 1976) è un'attrice palestinese con cittadinanza israeliana, nota in particolar modo per i ruoli di Rana in Rana's Wedding e per quello di Lara nel film Lipstikka.
Lavora in ambito cinematografico, televisivo e teatrale. Ha vinto il premio come miglior attrice nel 2002 al Festival international du film de Marrakech per la sua interpretazione in Rana's Wedding.

## Biografia
Clara Khoury è nata a Haifa da genitori palestinesi cristiani, in Israele, ed è la figlia dell'attore Makram Khoury. Ha studiato cinema a Tel Aviv e dramma all'accademia Beit Zvi. È sposata con l'americano Sean Foley.

## Filmografia

### Cinema
- Rana's Wedding, regia di Hany Abu-Assad (2002)
- La sposa siriana, regia di Eran Riklis  (2004)
- Forgiveness, regia di Udi Aloni (2006)[2]
- Liebesleben, regia di Maria Schrader (2007)
- Dusty Road, regia di Rukaya Sabbah (2009)
- Nessuna verità, regia di Ridley Scott (2008)
- Lipstikka, regia di Jonathan Sagall (2011)
- Inheritance, regia di Hiam Abbass (2012)
- Amsterdam to Anatolia, regia di Susan Youssef (cortometraggio, 2019)
- Laila in Haifa, regia di Amos Gitai (2020)

### Televisione
- Arab Labor – serie TV, 14 episodi (2007-2012)
- Homeland - Caccia alla spia (Homeland) – serie TV, episodi 2x01-2x02 (2012)
- Baghdad Central – miniserie TV, 6 puntate (2020)